# Logan Costa
Pour les articles homonymes, voir Costa.
Logan Costa, né le 1er avril 2001 à Saint-Denis, est un footballeur international cap-verdien qui évolue au poste de défenseur central au Villarreal CF.

## Biographie
Costa est né à Saint-Denis, en Île-de-France,, dans une famille avec des origines cap-verdiennes,.

### Carrière en club

#### Formation entre Argenteuil et Reims (jusqu'en 2021)
Après avoir commencé à jouer au football à Argenteuil, dans le Val-d'Oise, Logan Costa rejoint l'académie du Stade de Reims en 2016,.
Commençant à jouer avec l'équipe reserve rémoise en Championnat National 2 à partir de la saison 2018-19, Costa reprend même le capitanat de l'équipe lors de la campagne suivante,,,. Après quelques apparitions dans l'équipe professionnelle en Ligue 1, il est prêté au Mans en Championnat National, pour la saison 2020-21,.

#### Débuts en prêt au Mans (2020-2021)
Avec Le Mans, qui vient d'être relégué de Ligue 2, il est l'un des joueurs les plus en vue de l'équipe et une révélation du Championnat National : titulaire lors de 26 matchs, dont il joue l'entièreté, son club ne rate que de peu les barrages de promotion en deuxième division,,,,.
Après ce prêt prometteur, Costa se voit proposer une prolongation de contrat par Reims, mais choisi de tenter sa chance ailleurs à la recherche de plus de temps de jeu,. À un an de la fin du contrat, plusieurs clubs de France, d'Italie et d'Allemagne sont intéressés par le jeune défenseur central,,, qui est au finalement transféré au Toulouse FC en août 2021,,,.

#### Affirmation à Toulouse (2021-2024)
Costa fait ses débuts professionnels pour Toulouse le 13 novembre 2021, jouant toutes les minutes d'une victoire aux tirs au but contre Libourne en Coupe de France, où il permet à son équipe de garder sa cage inviolée,,. Commençant la saison derrière Rasmus Nicolaisen, Bafodé Diakité et Anthony Rouault, avec une équipe visant la promotion,, Costa ne fait d'abord que des apparitions sur le banc en Ligue 2. Pour autant, il s'impose comme titulaire indiscutable en Coupe de France, inscrivant même son premier but face à Trélissac,,.
Il cumule 15 feuilles de match avec Toulouse, dont plusieurs entrée en jeu en Ligue 2, alors que le club est sacré champion de deuxième division en mai 2022, et qu'il a déjà battu le record du nombre de buts inscrits sur une saison dans la compétition,. Il connait même sa première titularisation lors du dernier match de la saison contre Ajaccio. Le 29 avril 2023, il inscrit un doublé face au FC Nantes  au stade de France (victoire 5-1), permettant à Toulouse de remporter la finale de la Coupe de France.

#### Départ pour Villareal (2024-)
Le 22 août 2024, Toulouse et Villareal concluent un accord pour le transfert de Logan Costa. Il s'agit d'un transfert de 18 millions d'euros, assorti d'un contrat de 5 ans . Longtemps intéressé, Bologne ne s'est finalement pas aligné sur l'offre espagnole. 

### Carrière en sélection

#### Avec les équipes de France jeunes
International avec l'équipe de France des moins de 16 ans et des moins de 17 ans,,, Costa a également été sélectionné avec les moins de 19 ans et moins de 20 ans français, sans toutefois jouer aucun match officiel dans une période où la plupart d'entre eux ont été annulés en raison du covid-19,,,,.

#### Avec le Cap-Vert
Le 16 mars 2022, il reçoit sa première convocation en équipe senior du Cap-Vert,,, faisant ses débuts avec l'équipe de l'état insulaire lors d'une victoire 2-0 en match amical contre la Guadeloupe,,. En décembre 2023, il est retenu dans la liste des vingt-sept joueurs cap-verdiens sélectionnés par Bubista pour disputer la Coupe d'Afrique des nations 2023.

## Statistiques
| Saison                | Club                  | Championnat           | Championnat | Championnat | Championnat | Coupe(s) nationale(s) | Coupe(s) nationale(s) | Coupe(s) nationale(s) | Compétition(s) continentale(s) | Compétition(s) continentale(s) | Compétition(s) continentale(s) | Compétition(s) continentale(s) | Cap-Vert | Cap-Vert | Cap-Vert | Total | Total | Total |
| Saison                | Club                  | Division              | M.          | B.          | P.d.        | M.                    | B.                    | P.d.                  | Comp.                          | M.                             | B.                             | P.d.                           | M.       | B.       | P.d.     | M.    | B.    | P.d.  |
| 2020-2021             | Le Mans FC (prêt)     | National              | 26          | 0           | 1           | -                     | -                     | -                     | -                              | -                              | -                              | -                              | -        | -        | -        | 26    | 0     | 1     |
| 2021-2022             | Toulouse FC           | Ligue 2               | 3           | 0           | 0           | 4                     | 1                     | 0                     | -                              | -                              | -                              | -                              | 3        | 0        | 0        | 10    | 1     | 0     |
| 2022-2023             | Toulouse FC           | Ligue 1               | 6           | 0           | 0           | 6                     | 2                     | 1                     | -                              | -                              | -                              | -                              | 1        | 0        | 0        | 13    | 2     | 1     |
| 2023-2024             | Toulouse FC           | Ligue 1               | 31          | 1           | 1           | -                     | -                     | -                     | C3                             | 7                              | 0                              | 0                              | 16       | 0        | 0        | 54    | 1     | 1     |
| 2024-2025             | Toulouse FC           | Ligue 1               | 1           | 0           | 0           | -                     | -                     | -                     | -                              | -                              | -                              | -                              | 0        | 0        | 0        | 1     | 0     | 0     |
| Sous-total            | Sous-total            | Sous-total            | 41          | 1           | 1           | 10                    | 3                     | 1                     | -                              | 7                              | 0                              | 0                              | 20       | 0        | 0        | 78    | 4     | 2     |
| 2024-2025             | Villarreal CF         | La Liga               | 32          | 2           | 2           | 2                     | 0                     | 0                     | -                              | -                              | -                              | -                              | 8        | 0        | 0        | 42    | 2     | 2     |
| Total sur la carrière | Total sur la carrière | Total sur la carrière | 99          | 3           | 3           | 12                    | 3                     | 1                     | -                              | 7                              | 0                              | 0                              | 28       | 0        | 0        | 146   | 6     | 4     |

## Palmarès
| Toulouse FC - Ligue 2 (1) - Champion en 2022 |

- Coupe de France (1)
  - Vainqueur en 2023